# Bacchiadi

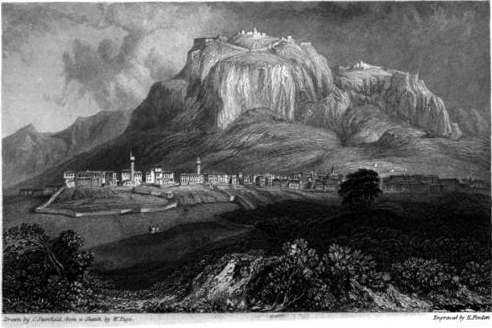
Corinto nel 1833

I Bacchiadi furono una famiglia aristocratica che governò la città di Corinto tra il 747 e il 657 a.C.

## Storia
Di origine dorica, si installarono sul trono di Corinto con Bacchiade, primo re della dinastia, che scalzò dal trono gli Eraclidi. Gli succedettero Agela, Eudemo e Aristodemo. Alla morte di quest'ultimo, la corona passò al figlio Teleste, che, essendo ancora piccolo, prima di regnare ebbe come reggenti gli zii Egemone e Alessandro. 
Dopo che Teleste morì assassinato da Arieo e Peranta, entrambi membri della famiglia, lo scettro passò ad Automene ma, dopo appena un anno di regno, 200 membri della famiglia si sollevarono e abolirono la monarchia per sostituirla con un'oligarchia familiare che ogni anno, attraverso un corpus elettorale di duemila parenti, avrebbe eletto un magistrato con potere esecutivo detto pritano.
Questa nuova configurazione politica fu a sua volta rovesciata da una rivoluzione popolare guidata da Cipselo, figlio di Eezione ("Aquila", dalla variante dorica "Aezione") della famiglia degli Eraclidi e di Labda ("Zoppa", e perciò ripudiata dalla sua stessa famiglia) dei Bacchiadi. Erodoto narra che il nuovo tiranno, mentre era ancora bambino, fu condannato a morte dai Bacchiadi in virtù di una profezia che lo indicava come colui che avrebbe occupato il trono di Corinto, e per questo la madre lo nascose in un baule (cipsela in greco), dal quale poi prese il nome. Il baule fu poi donato al tempio di Era di Olimpia ed era ancora esposto ai tempi di Pausania, che lo descrisse. 
Una volta al potere, Cipselo non risparmiò i vinti oligarchi, che vennero in parte eliminati, in parte esiliati tra Sparta, la Sicilia e l'Etruria. I superstiti vennero fortemente tassati, tanto che, secondo Plutarco, in dieci anni l'erario cittadino raccolse una somma equivalente alla totalità delle proprietà dei Corinzi, che venne spesa per offerte e abbellimenti ai templi più importanti di tutta la Grecia.